# Manaše od Chalona
Grof Manaše (francuski: Manassès) (umro 925. ili kasnije) bio je francuski plemić, grof Chalona i Dijona te lord Vergyja i Langresa. Znan je i kao Manaše I. (Manassès Ier) ili Manaše Stariji (l’Ancien).
Manaše je dao sagraditi jedan katolički samostan.

## Obitelj
Manaše je bio sin grofa Manašea od Dijona, ali je ime njegove majke nepoznato.
Njegov je brat bio biskup Autuna, Walo.
Manaše je oženio gospu Ermengardu, kraljevnu Provanse, kćer kralja Bosa i Ermengarde Talijanske.
Djeca Ermengarde i Manašea:
- Walo[5] (umro nakon 924.)
- Herve, biskup Autuna, nasljednik strica
- Gilbert, vojvoda Burgundije, muž gospe Ermengarde[6][7]
- Manaše
- Ermengarda?